# Борґгольм (комуна)
Комуна Борґгольм (швед. Borgholms kommun) — адміністративно-територіальна одиниця місцевого самоврядування, що розташована в лені Кальмар на острові Еланд (Швеція).
Борґгольм 153-я за величиною території комуна Швеції. Адміністративний центр комуни — місто Борґгольм.

## Населення
Населення становить 10 652 чоловік (станом на вересень 2012 року). 
| Кількість населення комуни Борґгольм за 1970-2010 роки | Кількість населення комуни Борґгольм за 1970-2010 роки | Кількість населення комуни Борґгольм за 1970-2010 роки | Кількість населення комуни Борґгольм за 1970-2010 роки | Кількість населення комуни Борґгольм за 1970-2010 роки |
| ------------------------------------------------------ | ------------------------------------------------------ | ------------------------------------------------------ | ------------------------------------------------------ | ------------------------------------------------------ |
| Рік                                                    |                                                        |                                                        | Населення                                              |                                                        |
| 1970                                                   | 1970                                                   |                                                        | 10 432                                                 | 10 432                                                 |
| 1975                                                   | 1975                                                   |                                                        | 10 786                                                 | 10 786                                                 |
| 1980                                                   | 1980                                                   |                                                        | 11 030                                                 | 11 030                                                 |
| 1985                                                   | 1985                                                   |                                                        | 11 079                                                 | 11 079                                                 |
| 1990                                                   | 1990                                                   |                                                        | 11 484                                                 | 11 484                                                 |
| 1995                                                   | 1995                                                   |                                                        | 11 859                                                 | 11 859                                                 |
| 2000                                                   | 2000                                                   |                                                        | 11 288                                                 | 11 288                                                 |
| 2005                                                   | 2005                                                   |                                                        | 11 067                                                 | 11 067                                                 |
| 2010                                                   | 2010                                                   |                                                        | 10 676                                                 | 10 676                                                 |
| Джерело: SCB                                           |                                                        |                                                        |                                                        |                                                        |

## Населені пункти
Комуні підпорядковано 5 міських поселень (tätort) та сільські, більші з яких:
- Борґгольм (Borgholm)
- Чепінгсвік (Köpingsvik)
- Летторп (Löttorp)
- Релла (Rälla)
- Б'єрквікен (Björkviken)

## Галерея

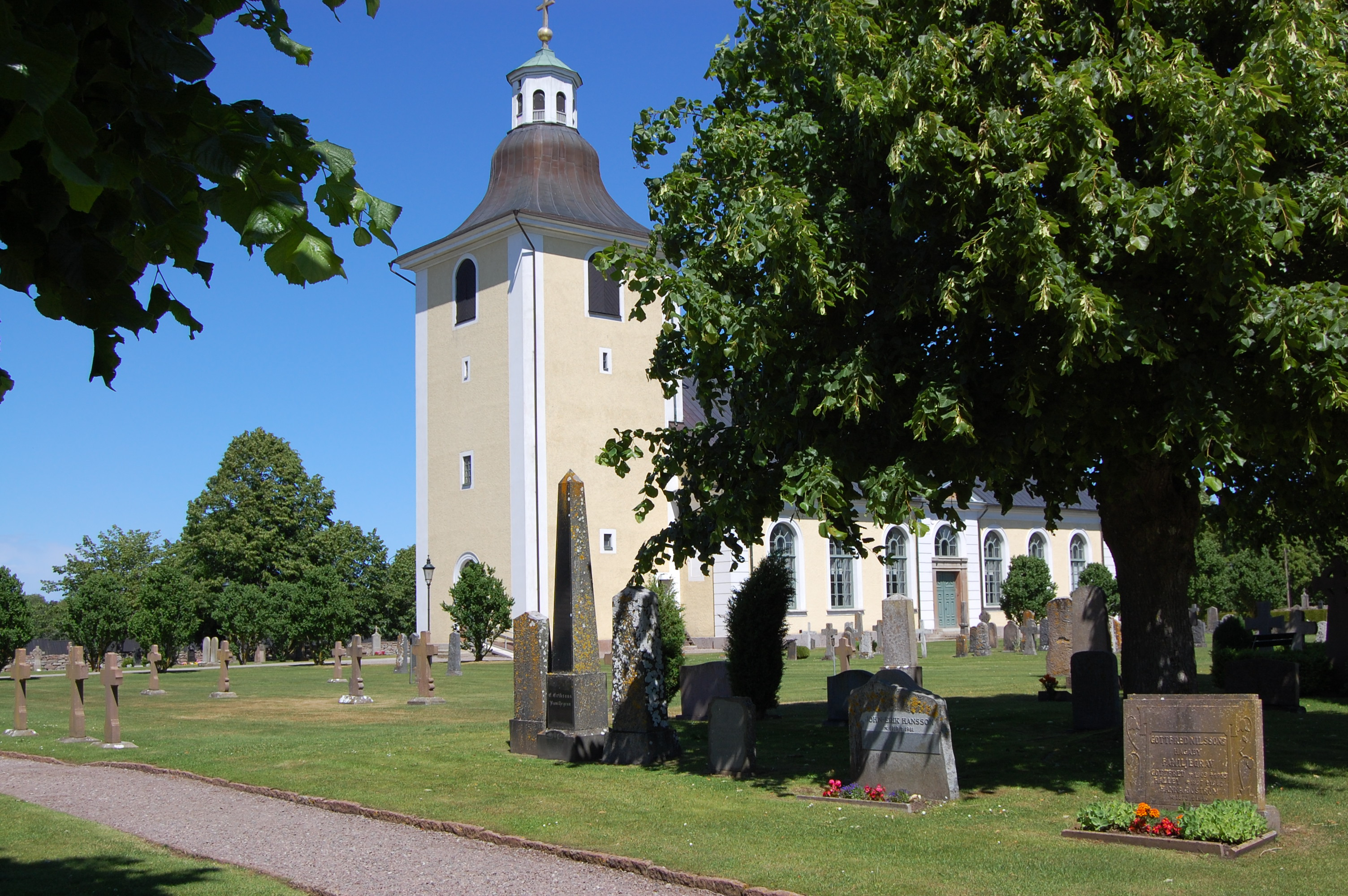
Церква (Гегбю)
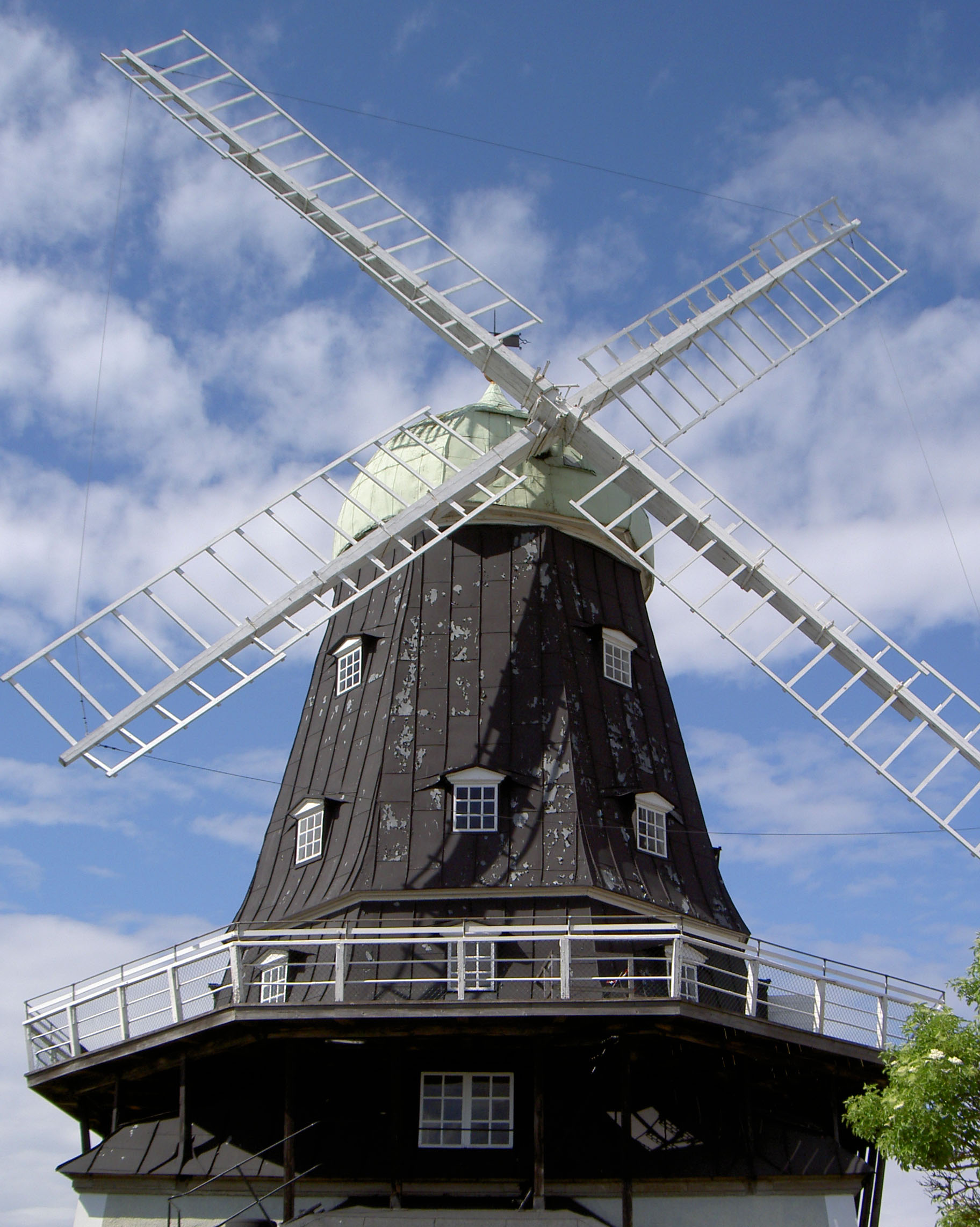
Млин (Сандвік)
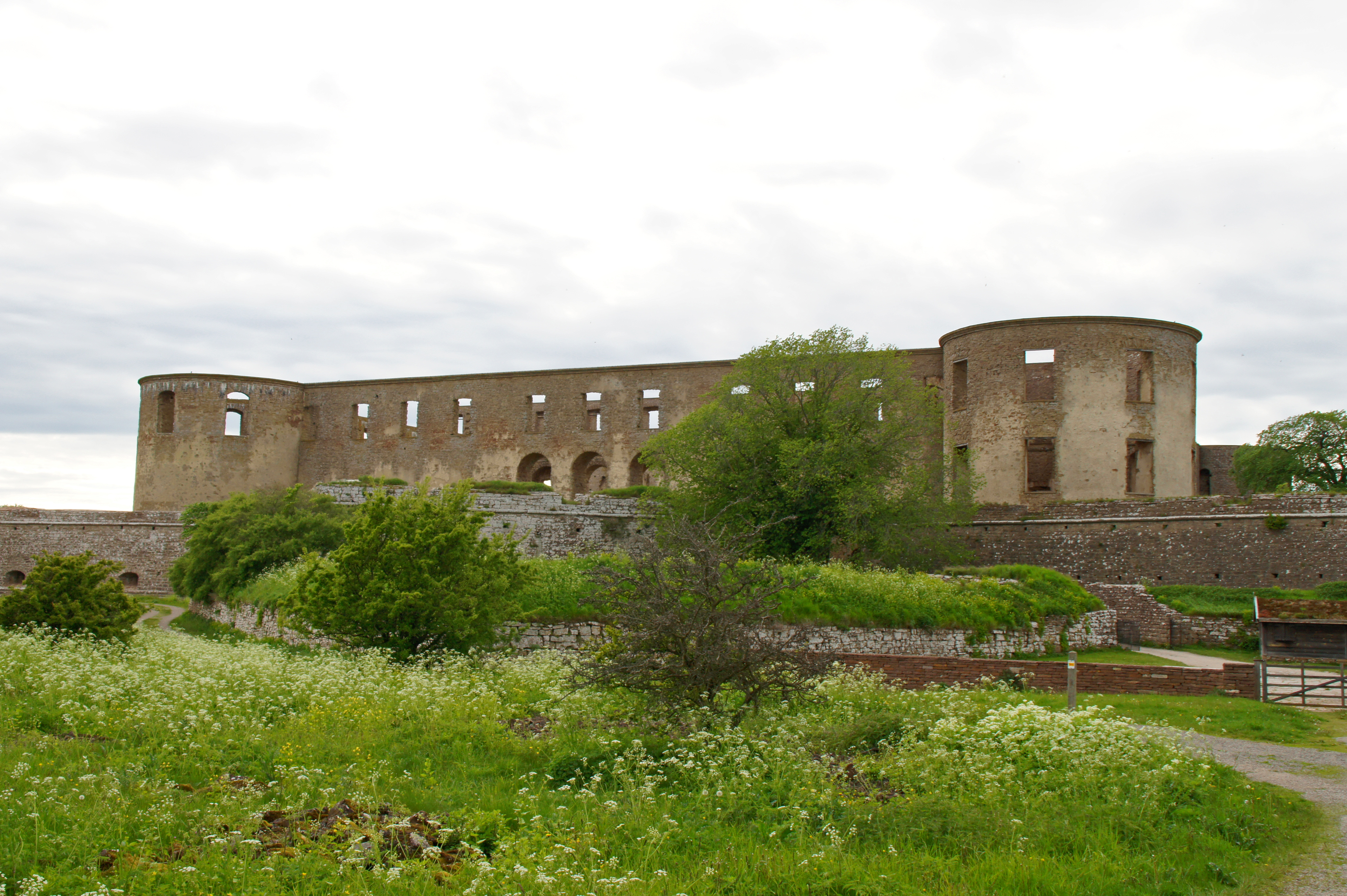
Руїни змку (Борґгольм)

## Виноски
1. ↑  Andersson P. Sveriges kommunindelning 1863-1993 — Mjölby: Draking, 1993. — 132 с. — ISBN 978-91-87784-05-7
2. ↑  Folkmangd i riket, lan och kommuner (шв.) . Центральне бюро статистики Швеції. Архів оригіналу за 20 серпня 2013. Процитовано 29 січня 2013.